# Apomorfina
L'apomorfina és un derivat sintètic de la morfina, molt utilitzat en experimentació com a prototip d'agonista dopaminèrgic, no té acció analgèsica, però té intensa activitat com emètic, ja que estimula la zona quimioreceptora de l'àrea postrema.